# Frank Glasgow Tinker
Pour les articles homonymes, voir Tinker.
Frank Glasgow Tinker (14 juillet 1909 - 13 juin 1939) est un pilote de chasse américain, qui a combattu (comme mercenaire) dans les rangs des Fuerzas Aéreas de la República Española en 1937, au début de la Guerre civile espagnole, et s'est particulièrement distingué.

## Débuts
Né à Kaplan, petite ville de Louisiane, Frank Salty Tinker grandit en Arkansas. Il s'engage dans l'Aéro-Navale, et en 1934 est pilote d'un hydravion à flotteurs affecté au croiseur USS San Francisco.
Il est renvoyé de l'armée pour alcoolisme et indiscipline, et en 1935 travaille sur un tanker de la Standard Oil.

## Pendant laGuerre civile espagnole
En Espagne la guerre civile débute en juillet 1936, et Tinker affiche des sympathies pour les Républicains, apparemment par aversion envers Mussolini qui soutient les Nationalistes.
Il est recruté par contrat, au salaire élevé de 1 500 US $/mois, avec en sus une prime de 1 000 US $ par avion ennemi abattu.
Sous le nom de guerre de « Francisco Gómez Trejo », Tinker arrive en Espagne via la France (la France aidait la république espagnole en sous-main) et dès le début janvier 1937 il commence à voler sur des vieux bombardiers légers Breguet 19.

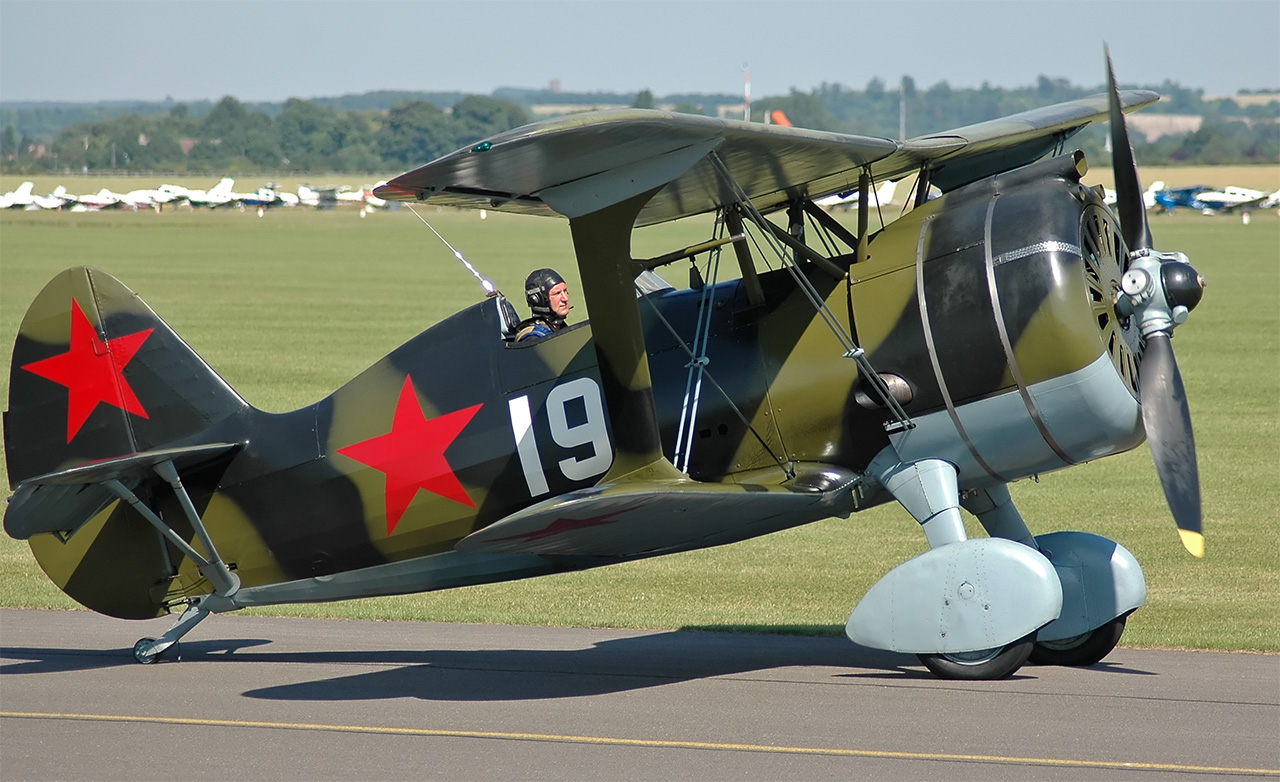
Un Polikarpov I-15, biplan à aile en mouette. C'est ce type d'avion que F.G. Tinker utilisa dans l'escadrille No 1 La Calle pour remporter 4 victoires. Les Espagnols l'appelaient "chato" ("camus") à cause de son gros avant aplati

Fin janvier 37 il est affecté avec d'autres Américains à une escadrille de chasse, la 1a Escuadrilla; commandée par Andrés García La Calle (en), elle vole sur des Polikarpov I-15 achetés par la République Espagnole à l'URSS.
La première action de l'escadrille La Calle a lieu le 10 février 1937, lors de la bataille de Guadalajara. Le 14 mars Tinker descend son premier avion fasciste, un Fiat CR.32 du groupe de combat nationaliste "Aviación Legionaria". Il renouvelle son exploit (la maniabilité et les performances du Fiat CR.32 étaient reconnues dans toute l'Europe) le 20 mars. Le 17 avril, Tinker descend un chasseur allemand Heinkel He 51 de la Légion Condor au-dessus de Teruel.

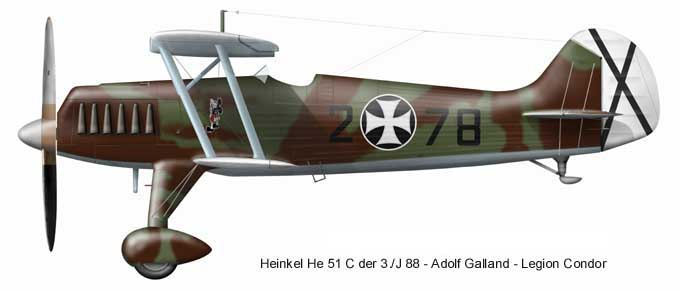
Un ennemi des aviateurs républicains au début de la guerre : un Heinkel He 51 de la Légion Condor

Le 3 mai 1937, Tinker est assigné à la première Escadrille "Moscas"; commandée par le Russe Ivan Lakyeyev, elle vole sur les nouveaux monoplans Polikarpov I-16.
Le 2 juin 1937, alors qu'il défend l'infanterie républicaine mise à mal par l'aviation blanche sur les pentes de la sierra de Guadarrama lors de la fin de l'offensive de Ségovie, Tinker descend un Fiat CR.32, et un autre le 16 juin.
Le 13 juillet, près de Madrid, il est le premier aviateur à descendre un des réputés chasseurs allemands Messerschmitt Bf 109A.
Tinker renouvelle son exploit sur un autre Bf 109 le 17 juillet. Il abat ensuite un Fiat CR.32, le 18 juillet 1937.
Mais Tinker est épuisé par une vie privée désordonnée, par les missions trop fréquentes et par le stress : touché en vol, il a été par 2 fois obligé de faire un atterrissage en catastrophe (le 16 février ainsi que le 14 juillet à Brunete). Par ailleurs son ami aviateur et camarade d'escadrille Chang Sellès Ogino (es) a été arrêté par le NKVD et longuement torturé puis envoyé en camp de concentration car on le soupçonne d'être un espion : né au Japon, il est eurasien et parle avec respect de l'empereur du Japon.
Tinker démissionne des F.A.R.E. après une dernière mission menée le 29 juillet 1939.
Il faut dire que par ailleurs l'ambiance est particulièrement mauvaise à terre entre aviateurs américains et officiers (russes ou espagnols de gauche) des "Fuerzas Aéreas Republicanas". Les mercenaires américains du "Yankee Squadron" sont très mal vus : originaires d'un pays capitaliste (et payés très cher, à l'inverse des combattants des Brigades internationales) ils ne font d'ailleurs rien pour améliorer leur image, ils dénigrent leurs cadres et le matériel qui est mis à leur disposition (la seconde République Espagnole est très pauvre), se signalent par leurs beuveries, leurs absences immotivées et leur indiscipline en général, se retrouvent souvent aux arrêts, dégainent leur pistolet pour résister à la prévôté etc.…

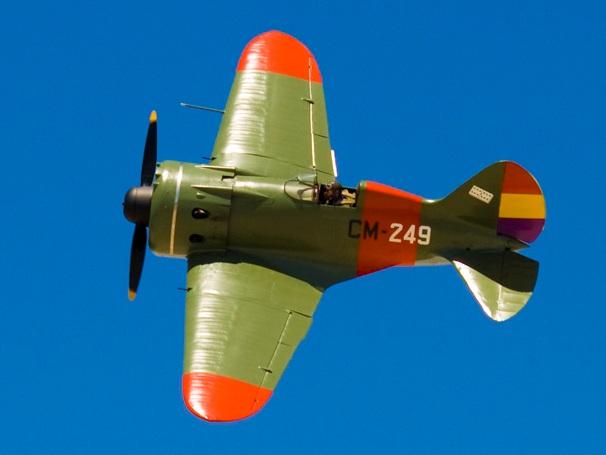
Un Polikarpov I-16 aux couleurs de la IIe République Espagnole, en vol. C'est aux commandes d'un I-16 que Tinker descend 2 Bf 109B allemands. Les Espagnols républicains appelaient le I-16 "Mosca" (Mouche), alors que les Nationalistes l'avaient surnommé "rata" (rat), et les Russes Ишак: âne

Pendant son séjour en Espagne, Tinker fait la connaissance de Ernest Hemingway, alors envoyé spécial de la NANA (North American Newspaper Alliance (en)) et partage ses séances d'alcoolisation intensive. Il fréquente aussi Robert Hale Merriman, le chef de la Brigade Abraham Lincoln, et Milton Wolff, commandant de la 15e Brigade Internationale pendant la Bataille de l'Èbre.
Officiellement, Tinker a (malgré une assistance logistique aléatoire due au manque de moyens chez les Républicains) abattu 8 avions fascistes : 3 He 51, 3 Fiat CR.32 et 2 Bf-109.
Mais dans son logbook personnel il avait compté 19 victoires, ainsi que quelques bombardiers allemands Ju 52 abattus en commun avec ses collègues de l'escadrille "Moscas". Il est possible que les autorités républicaines espagnoles aient diminué le nombre de ses victoires afin de lui payer moins de primes.

## Retour à la vie civile et mort
Tinker, de retour aux États-Unis cherche à réintégrer l'armée, mais il est écarté. Le FBI le harcèle : depuis son engagement aux côtés des républicains espagnols, il est fiché comme « red » ("rouge" - communiste).
Comme les anciens « as » de l'aviation après 1918 (beaucoup étaient devenus acrobates aériens et barnstormers), il cherche en vain du travail. Il participe à des causeries dans l'émission radio "We The People", rédige des articles pour le Saturday Evening Post.
Il réunit ses articles en un livre : Some Still Live (Certains sont encore en vie). Il y décrit ses expériences de guerre aérienne et en particulier comment il devint le premier aviateur à abattre un Messerschmitt Bf 109 : l'avion allemand dans sa 1re version était assez mauvais grimpeur, et Tinker, fort de la vivacité de son I-16, l'avait attaqué par derrière pendant que le fasciste essayait de reprendre de la hauteur après avoir plongé sur lui. Tinker décrit aussi le camp d'aviation de Campo Soto (près d'Algete, à 30 km au nord-est de Madrid), et le fameux "Campo X" secret d'où décollaient les avions russes.
Ernest Hemingway, qui aimait beaucoup le livre de Tinker (d'autant plus que le style de l'aviateur ressemblait à celui du romancier) l'avait recommandé à Maxwell Perkins, l'éditeur découvreur de talents de la maison Charles Scribner's Sons.
En juin 1939, Tinker est retrouvé mort par balle dans une chambre d'hôtel de Little Rock (Arkansas). Il avait à ses côtés une feuille d'engagement dans la Force aérienne de la République de Chine (Kuomintang) et une bouteille de whisky vide.
Sur sa pierre tombale est gravée en espagnol la question "¿Quién Sabe?", ("Qui sait ?")

## Biographies
- Airmen Without Portfolio - US mercenaries in Civil War Spain, by John Craver Edwards,  (ISBN 0-275-95742-X), USA, 1997 contient de larges extraits du livre de Tinker et de son logbook manuscrit.

## Sources
- (en)/(en) Cet article est partiellement ou en totalité issu des articles intitulés en anglais « Frank Glasgow Tinker » (voir la liste des auteurs),  « Yankee Squadron » (voir la liste des auteurs) et en anglais « Some Still Live » (voir la liste des auteurs).